# Plover Islands
Plover Islands är öar i Kanada.   De ligger i territoriet Nunavut, i den östra delen av landet, 1 700 km norr om huvudstaden Ottawa.